# Świerczynek (województwo kujawsko-pomorskie)
Świerczynek – wieś w Polsce położona w województwie kujawsko-pomorskim, w powiecie radziejowskim, w gminie Topólka.

## Podział administracyjny
W latach 1975–1998 miejscowość położona była w województwie włocławskim. Wieś sołecka – zobacz jednostki pomocnicze gminy Topólka w BIP.

## Demografia
Według Narodowego Spisu Powszechnego (III 2011 r.) liczyła 207 mieszkańców. Jest jedenastą co do wielkości miejscowością gminy Topólka.

## Historia wsi
Świerczynek w XIX wieku to wieś i folwark w powiecie nieszawskim, gminie Czamanin, parafii Świerczyn, odległy 35 wiorst od Nieszawy:
- spis z roku 1827 wykazał 16 domów i 124 mieszkańców
- w roku 1885 wieś posiadała 146 mieszkańców

W 1885 r. folwark Świerczynek posiadał rozległość mórg 760 w tym grunty orne i ogrody mórg 511, łąk mórg 97, pastwiska zajmowały mórg 6, lasu mórg 112, wody mórg 11, nieużytków mórg 23, budynków murowanych 11, drewnianych 4; płodozmian 12-polowy, las nieurządzony, wiatrak. Wieś Świerczynek liczyła wówczas osad 20, mórg 27.

## Znane osoby
W Świerczynku urodził się Leon Niewiadomski (1901-1982), polski geograf, nauczyciel, harcmistrz. Ze Świerczynka wywodzi się rodzina Johna Krasinskiego, amerykańskiego aktora polskiego pochodzenia.